# Bernières-sur-Seine
Bernières-sur-Seine foi uma antiga comuna francesa na região administrativa da Normandia, no departamento de Eure. Estendia-se por uma área de 6,69 km². Em 2010 a comuna tinha 328 habitantes (densidade: 49 hab./km²).
Em 1 de janeiro de 2017, passou a formar parte da nova comuna de Les Trois Lacs.